# Свети Никола (Ървати)
Вижте пояснителната страница за други значения на Свети Архангел Михаил.
„Свети Никола“ (на македонска литературна норма: „Свети Никола“) е православна църква в преспанското село Ървати, част от Преспанско-Пелагонийската епархия на Македонската православна църква – Охридска архиепископия.
Цървата е старият гробищен храм на Ървати, разположен в местността Дабе, на рида източно от селото. Смята се, че е от XVII век, но може и да е по-ранна.